# Latorpsbruk–Garphyttans industribana

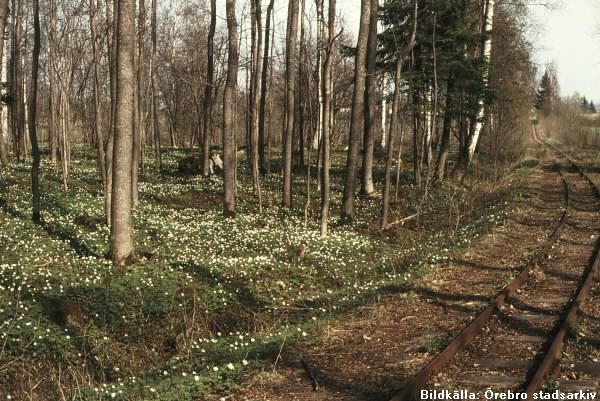
Bild från spåret mellan Garphyttan och Latorpsbruk.

Latorpsbruk–Garphyttans industribana var en 5,4 kilometer lång industribana, med spårvidden 600 millimeter, som förband Garphytte bruk med Latorpsbruk, där den anslöt till Örebro–Svartå Järnväg.
År 1895 beslöt Garphytte bruk att anlägga en industribana som skulle ansluta till den planerade järnvägen mellan Örebro och Svartå. Den byggdes till en början för hästdrift. Då kostnaderna skulle hållas nere användes rödfyr för anläggande av banvallen. Banan färdigställdes på kort tid, och stod färdig innan Svartåbanan var klar. Koncession behövde aldrig sökas, eftersom spåret drogs fram på egen eller upplåten mark.
En ny bana, avsedd för lokdrift, med huvudsakligen samma sträckning, anlades 1915. Banan användes enbart för godstrafik. Från början diskuterades om en personvagn skulle köpas in, så att patienter kunde transporteras till och från Garphytte sanatorium som stod klart 1913, men persontrafik kom aldrig till stånd.
Trafiken upphörde under senåret 1965. Ett sista tåg gick under 1966. Spåren revs upp år 1970. Signaturen ”Bror” i Nerikes Allehanda hade några år tidigare föreslagit att banan borde göras till turistbana, men detta blev inte av.
Större delen av banvallen är nu asfalterad cykelbana mellan Latorp och Garphyttan. Vid lastkajen i Latorpsbruk finns lite räls från banan kvar i asfalten.